# Scaptodrosophila nausea
Scaptodrosophila nausea är en tvåvingeart som först beskrevs av Bock 1982.  Scaptodrosophila nausea ingår i släktet Scaptodrosophila och familjen daggflugor. Inga underarter finns listade i Catalogue of Life.